# بول أو. وليامز
بول أو. وليامز (بالإنجليزية: Paul O. Williams)‏ (17 يناير 1935 - 2 يونيو 2009)؛ كاتب، شاعر وروائي أمريكي.